# Brennania belkini
Brennania belkini là một loài ruồi thuộc họ Tabanidae. Loài này có ở México và Hoa Kỳ.